# Congregación (población)
Una congregación es un tipo de asentamiento definido oficialmente por el Instituto Nacional de Estadística y Geografía (INEGI) en México, se le nombra así a una localidad de acuerdo a la costumbre o a las leyes de cada estado mexicano.

## Origen
El término se originó con la llegada de los colonizadores españoles a la Nueva España, que en ese tiempo comenzaban a formar asentamientos dispersos unos de otros, los residentes obraban el cultivo por lo que les era necesario vivir cerca del campo. En esos lugares donde habitaban, se encontraban pequeños centros ceremoniales que eran cabeceras religiosas y económicas, en los cuales vivían sólo gobernantes, sacerdotes y cierta gente de la nobleza, pero sí eran visitados por los demás residentes para las celebraciones religiosas, comprar en el mercado, pagar sus tributos o para trabajar. Después de que los españoles habían impuesto esta formalidad de vida, notaron que no estaba siendo eficiente para poder evangelizar ni explotar a los nativos ya que seguían estando muy dispersos y seguían practicando sus creencias que iban en contra del catolicismo, por lo que vieron que les era necesario congregar a los habitantes nativos alrededor de sus poblaciones indígenas para después buscar lugares aptos para formar nuevos pueblos.
Cuando llegaron los primeros misioneros franciscanos a la Nueva España, se dieron a la tarea de organizar los pueblos indígenas, que en su mayoría estaban asentados en lo que actualmente es el centro de México, la organización y formación de estos pueblos se dieron según las reglas y lineamientos del virrey Antonio de Mendoza, dándose así las primeras congregaciones en la década de 1540, donde también se les llamaban "juntas" o "policías", y a fines del siglo XVI se les conoció también como "pueblos de reducción" siguiendo ya modelos urbanos traídos desde España. Los colonizadores iniciaron una separación de nativos, españoles y esclavos africanos, congregando a los nativos que carecían de vivienda en estas poblaciones.
En 1567, para establecerlas en un sitio ya se tenía que tomar en cuenta la opinión de los caciques, las órdenes religiosas y los residentes de la zona, y así se fue implementando la modalidad de congregación en el resto del virreinato de la Nueva España.